# United States Billiard Association
| \| East Islip \| |
| East Islip       |

| East Islip |

Die United States Billiard Association ist der US-amerikanische Dachverband für Billardsport mit Sitz in Islip (Town, New York). Er ist einer von 21 Nationalverbänden des amerikanischen Kontinentalverbandes Confederación Panamericana de Billar (CPB).

## Geschichte
Die Geschichte des Verbandes ist in Wirklichkeit die Geschichte dreier separater Organisationen in den Vereinigten Staaten – der USBA selbst, der ihr vorausgegangenen „Billiard Federation of the USA“ (BFUSA) und schließlich der „American Billiard Association“ (ABA).

### BFUSA – 1966–1968
Von Robert Byrne, Edward Courtney und Virgil E. Erikson 1966 gegründet, war die BFUSA eine Non-Profit-Organisation, die sich um Förderung und Weiterentwicklung des Billardsports, im Besonderen des Dreiband-Billard, in den Vereinigten Staaten kümmerte. Sie wurde noch im Gründungsjahr, als nordamerikanische Tochtergesellschaft, vom Weltverband Union Mondiale de Billard (UMB) anerkannt. Durch die Schaffung der BFUSA war es US-Spielern nun möglich sich für die von der UMB organisierten Weltmeisterschaften zu qualifizieren.
Die BFUSA startete, durch die UMB ermächtigt, ein spezielles „World Invitational Tournament“ und autorisierte im Oktober 1966 sechs der besten Dreiband-Spieler der Welt, in San Francisco anzutreten. Je zwei Spieler aus der europäischen (CEB), asiatischen (ACBC) und südamerikanischen (CPB) Konföderationen und drei Spieler aus den Vereinigten Staaten rundeten das Feld ab.
Den eigenen Plänen gemäß, das Billardspiel im Lande zu verjüngen, veranstaltete die BFUSA in der zweiten Hälfte von 1967 überall in den USA entsprechende Turniere. Es waren die ersten seit mehr als fünfzehn Jahren. Alle Anstrengungen gipfelten darin, dass vom 6. bis 10. Februar 1968 in San Jose, Kalifornien, die BFUSA ihre ersten USA Nationalmeisterschaften im Dreiband abhalten konnte. Allen Gilbert, der erste Titelträger, nahm anschließend vom 24. bis 28. April 1968 an der Dreiband-Weltmeisterschaft in Düren teil. Der Verband richtete von nun an jährliche Nationalmeisterschaften aus, deren Sieger die USA, bei den Welt- und Kontinentalmeisterschaften (Panamerikanische Meisterschaften), vertrat.

### ABA – 1968–1988
Die „American Billiard Association“ (ABA) wurde 1968 von Robert Byrne, Don Tozer, Merhl Smith, Harold Schmidt gegründet, um regelmäßig Dreibandturniere im gesamten Mittleren Westen zu organisieren. Sie verbreitete sich im Laufe der Zeit über die gesamte USA und wurde in Ost-, Zentral- und Westdivision aufgeteilt.

### USBA – seit 1988
1988 verschmolzen die BFUSA und die ABA zur USBA (United States Billiard Association). Sie kümmert sich bis heute um die Belange im US-amerikanischen Dreiband. Die Ausrichtung der USBA 3-Cushion National Championships gehört zu ihren Aufgaben. Im September 2022 wurde Mazin Shooni wieder Präsident, der dieses Amt bereits 2016 bis 2019 innehatte.